# 幻覚
幻覚（げんかく、英語: hallucination）とは、外部からの刺激がないときに、現実の知覚と同じような性質を知覚することである。幻覚は鮮明で実質が伴っており、外部の客観的空間に位置するように知覚される。また、幻覚は、脳の覚醒とレム睡眠という2つの意識状態の組み合わせである。それらは、覚醒を伴わない夢（レム睡眠）、現実の知覚を模倣せず、非現実として正確に知覚する偽幻覚、歪んだあるいは誤った解釈の現実知覚を伴う錯覚、現実知覚を模倣しない自発的制御下にある心像などのいくつかの関連現象と区別される。そして、幻覚は、正しく知覚・解釈された刺激（現実の知覚）に何らかの付加的な意味を与える「妄想的知覚」とも異なる。多くの幻覚は、睡眠麻痺の間にも起こる。
幻覚は、視覚、聴覚、嗅覚、味覚、触覚、体性感覚、平衡感覚、侵害受容、熱受容、時間知覚のあらゆる感覚様相で起こりうる。複数の感覚様相で起こる幻覚は、マルチモーダル（multimodal）と呼ばれる。
軽度の幻覚は「乱れ」と呼ばれ、上記のほとんどの感覚に現れることがある。例えば、周辺視野に動きが見えたり、かすかな物音や声が聞こえたりするような場合である。また、幻聴は統合失調症においては非常によくみられる。その場合の幻聴は善意のもの（対象者に自分について良いことを言う）であったり、悪意のあるもの（対象者を罵倒する）であったりする。55％の幻聴は悪意のある内容で、例えば、対象者に直接語りかけるのではなく、対象者について語るようなものとなっている。また、幻聴と同様に、対象者の背後に視覚的な対応物の発生源があることもある。そして幻聴と幻視はしばしば一緒に体験される。
半眠性幻覚と覚醒時幻覚は正常な現象であると考えられている。半眠性幻覚は入眠時に覚醒時幻覚は覚醒時に発生する。幻覚は、薬物使用（特にせん妄）、睡眠不足、精神病、神経障害、振戦せん妄などと関連している。
幻覚（hallucination）という言葉自体は、17世紀の医師トーマス・ブラウンが1646年に、心の中をさまようという意味のラテン語「alucinari」から派生させ英語に取り入れた。ブラウンにとって幻覚とは、「堕落し誤って対象を受け取る」一種の視覚を意味していた。

## 分類
幻覚は様々な形で現れる。色々な形態の幻覚は、異なる感覚に影響を与え時には同時に発生し、体験者に複数の感覚に由来する幻覚を生じさせる。

### 幻聴
幻聴とは、外部からの刺激なしに音を知覚することで、錯聴としても知られている。幻聴は、初歩的なものと複雑なもの、そして言語的なものと非言語的なものに分けられる。こうした幻覚は最も一般的なタイプであり、言語性幻覚は非言語性幻覚よりも一般的である。初歩的な幻聴とは、「シュー」という音、口笛、伸びた音などの音を知覚することである。多くの場合、耳鳴りは初歩的な幻聴である。しかし、ある種の耳鳴り、特に拍動性の耳鳴りを経験する人の中には、実際に耳の近くの血管を流れる血液の音を聞いている人もいる。この場合は聴覚刺激があるため、幻覚と認められることはない。
複雑な幻覚とは、声、音楽、その他の音がはっきり聞こえるかどうか、聞き覚えがあるかないか、友好的か攻撃的か、その他の可能性のあるものである。1人または複数の話し声の幻覚は、特に統合失調症などの精神障害に関連し、これらの疾患を診断する上では特別な意味を持つことになる。
統合失調症では通常、声は人の外から聞こえてくるものだと認識されるが、解離性障害では人の中から聞こえてくるものだと認識され、背後ではなく頭の中で人の声が聞こえる。また、統合失調症と解離性障害の鑑別診断は、特に幻覚などのシュナイダーの一級症状など重複する症状が多いため、困難とされている。しかし、診断可能な精神疾患を持たない多くの人が、時に同じように声を聞くことが見られる。錯聴の患者を鑑別診断する際に外側側頭葉てんかんであるのかどうかを考慮することが重要である。他にもウィルソン病、さまざまな内分泌疾患、多数の代謝異常、多発性硬化症、全身性エリテマトーデス、ポルフィリン症、サルコイドーシスなど、多くの疾患が精神病を呈する可能性があるため、精神病の特徴を示したとしても、必ずしもそれ自体が精神疾患であるとは限らないと考えることが必要である。
音楽的な幻聴も複雑な幻聴の中では比較的多く、難聴（シャルル・ボネ症候群の聴覚版である音楽耳症候群など）、外側側頭葉てんかん、動静脈奇形、脳卒中、病巣、膿瘍、腫瘍に至るまで幅広い原因によって発生することがある。
カフェインの大量摂取は、幻聴を経験する可能性を高めると言われている。ラトローブ大学心理科学部の研究によると、1日5杯のコーヒー（約500mgのカフェイン）が幻聴を誘発する可能性があることが明らかになった。

### 幻視
幻視とは、「何も存在しないのに、外部の視覚刺激を知覚すること」である。これとは別に関連する現象に錯視があり、これは実際の外部刺激が歪曲されたものである。幻視は、単純なものと複雑なものに分類される。
- 単純幻視（SVH）は、非形成視覚幻覚、初等視覚幻覚とも呼ばれる。これらは、光、色、幾何学的形状、そして不定形の物体の幻視のことを指す。さらに、構造を持たない幻視（眼閃）と幾何学的構造を持つ幻視（光視症）に分けられる。
- 複雑幻視（CVH）は、形成された幻視とも呼ばれる。複雑な幻視は、人、動物、物、場所など、鮮明でリアルなイメージや情景が知覚される。

例えば、キリンの幻覚が見えると報告されることがある。単純幻視は、キリンに形や色が似ている（キリンに見える）不定形の図形であるが、複雑幻視は、紛れもなくキリンそのものの個別の実物大画像が知覚されている。
多くの場合、幻視は意識混濁という意識障害時に起こることが多く、特に薬物離脱症状（アルコールなどの中毒性疾患）や神経変性疾患、認知症でよく認められる。

### 命令幻覚
命令幻覚とは、外部からの指令のように聞こえる幻覚、または、被験者の頭の中から出てくるように感じられる幻覚のことである。幻覚の内容は、無害なものから、自分や他人に危害を加えるように命令するものまでさまざまなものがある。そしてこの幻覚はしばしば統合失調症と関連している。この幻覚を経験した人は、状況に応じて、幻視された命令に従うこともあれば、従わないこともある。非暴力的な命令であれば、従うことがより一般的である。
命令幻覚は、しばしば殺人など、犯した犯罪を弁護するために使われることがある。これは、人の耳に聞こえる声で、それが聞き手に何をすべきかを伝えるのである。「立て」や「ドアを閉めろ」といった、極めて穏当な命令であることもある。それが単純なものであろうと、脅威となるものであろうと、やはり「命令幻聴」とみなされる。このような症状があるかどうかを判断するのに役立つ質問には、次のようなものがある。「声は何をするように言っていますか？」「声はいつからあなたに何かをするように言っていますか？」「自分（または他人）を傷つけるように言っている人がわかりますか？」 「声が言っていることをするのに抵抗できると思いますか？」などである。

### 幻嗅
実際にはないにおいを嗅ぐ異嗅症（嗅覚性幻覚）、実際のにおいを吸い込んだのに記憶と違うにおいと感じる異嗅症（嗅覚性錯覚）は、嗅覚（嗅覚系）のゆがみであり、ほとんどの場合、深刻な原因はなく時間がたてば自然に治ることが多いが、この嗅覚性幻覚と嗅覚性錯覚を併発した場合は注意が必要になる。この併発は、鼻の感染症、鼻ポリープ、歯の問題、偏頭痛、頭部外傷、発作、脳卒中、脳腫瘍など、さまざまな条件によって生じる可能性があるためである。喫煙、ある種の化学物質（殺虫剤や溶剤など）への暴露、頭頸部癌の放射線治療など、環境暴露も原因となることがある。また、うつ病、双極性障害、中毒、物質禁断症状、精神疾患（統合失調症など）などの精神障害の症状として現れることもある。知覚される臭いは通常不快で、一般に焦げた臭い、不潔な臭い、甘ったるい臭い、腐った臭いなどと表現される。

### 幻触覚
幻触覚は、触覚の入力において錯覚が発生し、皮膚や他の器官への様々な種類の圧力がシミュレーションされるものである。幻触覚の1つの亜型である蟻走感は、皮膚の下を虫が這っているような感覚であり、コカインの長期使用と関連していることが多い。しかし、蟻走感は、更年期などの正常なホルモンの変化や、末梢神経障害、高熱、ライム病、皮膚癌などの疾患の結果であることもある。

### 幻味
このタイプの幻覚は、刺激なしに味を知覚するというものである。このような幻覚は、典型的には奇妙な、あるいは不快なもので、ある種の局所てんかん、特に外側側頭葉てんかんを有する人に比較的よくみられる。この場合、味覚の幻覚に関与する脳の領域は、島皮質とシルビウス裂上である。

### 一般体感幻覚
自分の体がねじられたり、裂かれたり、内臓を抜かれたりしているような幻覚的な体感のことを一般体感幻覚という。また、胃の中のヘビや直腸の中のカエルなど、内臓に動物が侵入していると報告するケースもある。そして自分の体の肉が腐敗しているという一般的な感覚も、この幻覚のタイプに分類される。

### マルチモーダル
感覚様相を含む幻覚はマルチモーダルと呼ばれ、1つの感覚様相しか持たないユニモーダルな幻覚と類似している。複数の感覚様相は、同時にまたは遅れて発生し、互いに関連することもあれば無関係である場合もあり、現実と一致する、またはしないことがありうる。例えば、幻覚の中で人が話しているのは現実と一致するが、猫が話しているのは現実と一致しない。
マルチモーダルな幻覚は、精神的な健康状態の悪化と相関しており、よりリアルに感じられることが多い。

## 病態
さまざまな説が提案されているが、現在のところはっきりとは分かっていない。
中脳辺縁系のドーパミン神経の過活動
ドーパミン作動薬である覚醒剤や大麻の成分が幻覚を起こすこと、幻覚に対してドーパミン拮抗薬である抗精神病薬が有効なことなどから推測される。
自己モニタリング機能の障害
自己と他者の区別を行う機能である自己モニタリング機能が正常に作動している人であれば、空想時などに自己の脳の中で生じる内的な発声を外部からの音声だと知覚することはないが、この機能が障害されている場合、外部からの音声だと知覚して幻聴が生じることになる。

## 原因
幻覚は、麻薬などの服用、あるいは精神病や心的外傷後ストレス障害 (PTSD) などといった、特殊な状況でのみ起きるわけではない。正常人であっても、夜間の高速道路をずっと走っている時など、刺激の少ない、いわば感覚遮断に近い状態が継続した場合に発生することがある。アイソレーション・タンクのように徹底して感覚を遮断することでも幻覚が見られる。

### 器質性
脳の器質疾患により幻覚が起こりうる。ナルコレプシー、脳血管障害、脳炎、脳外傷、脳腫瘍、あるタイプのてんかん、痴呆など。
レビー小体型認知症 (DLB) において特徴的な症状である。

### 症状性
全身性の疾患に続発して幻覚が起こることがある。代謝性疾患、内分泌性疾患、神経疾患など。

### 精神病性
主に統合失調症圏の疾患で幻覚がみられる。統合失調症をはじめ、統合失調症様障害、非定型精神病など。感情障害でも幻聴が起こることがある。

### 心因性
重度の心因反応、PTSDなど。他に、遭難中に救助者や飲み物の幻覚を見ることは多い。いずれも脳の防衛本能によるものとされる。

### 薬理性
LSDなどの幻覚剤、覚醒剤、大麻などの薬物使用によって生じることがある。ステロイドなどの治療薬でも幻覚が起こることがある。フラッシュバック (薬物)も起こることもある。

### 特殊状況下の正常な反応
断眠、感覚遮断、高電磁場など

## 幻覚の原因と内容の関連
疾患により幻覚の内容が異なる傾向があると言われている。例えば統合失調症では幻聴が、レビー小体病では幻視が、アルコール依存症の離脱症状では小動物幻視（小さい虫などが見える）が多いとされているが、必ずしも全例に当てはまる訳ではない。